# سیارک ۵۸۳۲
سیارک ۵۸۳۲ (به انگلیسی: 5832 Martaprincipe، نامگذاری:1991LE1) پنج هزار و هشتصد و سی و دومین سیارک کشف شده‌است که در ۱۵ ژوئن ۱۹۹۱ کشف شد.
قدر مطلق سیارک برابر ۱۱٫۶۰ است.